# جان مینارد اسمیت
جان مینارد اسمیت (انگلیسی: John Maynard Smith؛ ۶ ژانویهٔ ۱۹۲۰ – ۱۹ آوریل ۲۰۰۴) یک زیست‌شناس تکاملی و نسل‌شناس اهل بریتانیا بود.
وی همچنین برنده جوایزی همچون جایزه کیوتو شده‌است.

## بیوگرافی
جان مینارد اسمیت، پسر جراح سیدنی مینارد اسمیت در لندن به دنیا آمد، اما پس از مرگ پدرش در سال ۱۹۲۸، به‌طور خانوادگی به اکسمور نقل مکان کردند، جایی که او به تاریخ طبیعی علاقه‌مند شد. او عمیقاً به کار خود و در دسترس قراردادن ایده‌های علمی متعهد بوده و الهام بخش بسیاری از دانشمندان جوان بود. پس از بازنشستگی به نوشتن و تحقیق ادامه داد و آخرین کتاب خود را با نام «سیگنال‌های حیوانات» یک سال قبل از مرگش منتشر کرد.